# Еговцев, Александр Ильич
Александр Ильич Еговцев  (18 февраля 1928 — 24 февраля 2020 года) — советский передовик производства в металлургической промышленности. Герой Социалистического Труда (1966).

## Биография
Родился 18 апреля 1928 года в городе Кузнецк-Сибирский в рабочей семье.
В 1935 году А. И. Егорцев вместе с родителями переехал в город Пермь.
С 1944 года после окончания Лысьвенской школы фабрично-заводского обучения начал работать вторым подручным сталевара на Лысьвенском металлургическом заводе.
С 1945 года стал первым подручным сталевара, с 1950 года был назначен — сталеваром.
24 января 1950 года «за отличие в труде» Указом Президиума Верховного Совета СССР А. И. Еговцев был награждён Медалью «За трудовое отличие».
Одновременно с основной работой учился в школе рабочей молодежи и в вечернем металлургическом техникуме. С 1956 года после окончания техникума работал мастером печей, с 1963 года — начальником смены мартеновского цеха.
22 марта 1966 года Указом Президиума Верховного Совета СССР «за выдающиеся успехи, достигнутые в развитии черной металлургии»  Александр Ильич Еговцев был удостоен звания Героя Социалистического Труда с вручением Ордена Ленина и золотой медали «Серп и Молот».
С 1978 года работал вновь мастером печей Лысьвенском металлургическом заводе. В 1981 году ушёл на заслуженный отдых, жил в городе Лысьва.

## Награды
- Медаль «Серп и Молот» (22.03.1966)
- Орден Ленина (22.03.1966)
- Медаль «За трудовое отличие» (24.01.1950)
- Медаль «За доблестный труд в Великой Отечественной войне 1941—1945 гг.»

### Звания
- Почётный гражданин города Лысьва (2016)